# Poetical Sketches

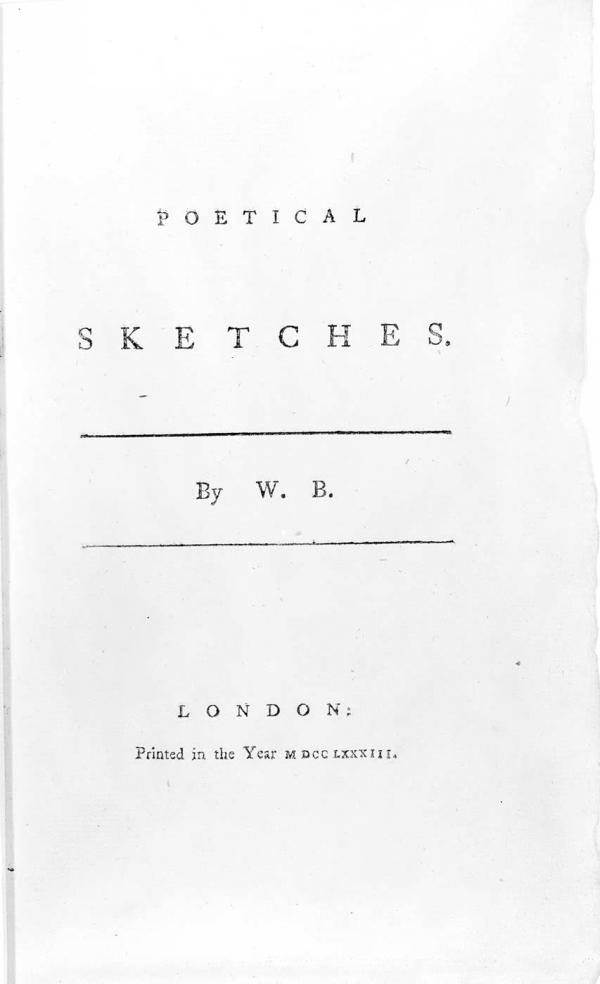
Page de titre des Esquisses poétiques.

Poetical Sketches (Esquisses poétiques) est le premier recueil de poèmes et de pièces en prose de William Blake, écrits entre 1769 et 1777. Quarante exemplaires furent imprimés en 1783 grâce aux amis de Blake, l'artiste John Flaxman et le révérend Anthony Stephen Mathew, à la demande de l'épouse de ce dernier, Harriet Mathew. Le livre n'a jamais été publié pour le grand public, les exemplaires étant destinés à être offerts en cadeau à des amis de l'auteur et à d'autres personnes intéressées. Sur les quarante exemplaires, quatorze furent comptabilisés  dans le  recensement effectué par Geoffrey Keynes en 1921 Huit autres exemplaires avaient été retrouvés à l'époque de la publication des Œuvres Complètes de William Blake de Keynes en 1957. En mars 2011, un nouvel exemplaire apparut dans une vente aux enchères à Londres où il fut vendu 72 000 £.   